# Elitserien i handboll för damer 1989/1990
Elitserien i handboll för damer 1989/1990 spelades som grundserie och vanns av Sävsjö HK, och som fortsättningsserie, vilken också den vanns av Sävsjö HK. Stockholmspolisens IF vann dock det svenska mästerskapet efter slutspel.

## Sluttabell

### Grundserien
| Nr | Lag                   | Matcher | Vinst | Oavgjort | Förlust | +/-     | Poäng |
| -- | --------------------- | ------- | ----- | -------- | ------- | ------- | ----- |
| 1  | Sävsjö HK             | 18      | 16    | 0        | 2       | 382-276 | 32    |
| 2  | Skuru IK              | 18      | 9     | 5        | 4       | 386-359 | 23    |
| 3  | Stockholmspolisens IF | 18      | 11    | 1        | 6       | 315-295 | 23    |
| 4  | RP IF                 | 18      | 9     | 2        | 7       | 332-320 | 20    |
| 5  | Irsta HF              | 18      | 8     | 2        | 8       | 361-349 | 18    |
| 6  | Skånela IF            | 18      | 6     | 6        | 6       | 306-327 | 18    |
| 7  | Spårvägens HF         | 18      | 7     | 3        | 8       | 314-305 | 17    |
| 8  | Tyresö HF             | 18      | 7     | 3        | 8       | 319-324 | 17    |
| 9  | Kvinnliga IK Sport    | 18      | 4     | 3        | 11      | 333-385 | 11    |
| 10 | Huddinge HK           | 18      | 0     | 1        | 17      | 260-368 | 1     |

### Fortsättningsserien
| Nr | Lag                   | Matcher | Vinst | Oavgjort | Förlust | +/-     | Poäng |
| -- | --------------------- | ------- | ----- | -------- | ------- | ------- | ----- |
| 1  | Sävsjö HK             | 14      | 9     | 1        | 4       | 237-222 | 51    |
| 2  | Stockholmspolisens IF | 14      | 7     | 1        | 6       | 231-244 | 38    |
| 3  | Skuru IK              | 14      | 6     | 0        | 8       | 254-259 | 35    |
| 4  | Tyresö HF             | 14      | 8     | 1        | 5       | 262-242 | 34    |
| 5  | Irsta HF              | 14      | 8     | 0        | 6       | 238-219 | 34    |
| 6  | Spårvägens HF         | 14      | 7     | 1        | 6       | 245-243 | 32    |
| 7  | Skånela IF            | 14      | 5     | 1        | 8       | 251-258 | 29    |
| 8  | RP IF                 | 14      | 3     | 1        | 10      | 258-259 | 27    |

## Slutspel om svenska mästerskapet[1]

### Semifinaler 1: Sävsjö HK - Skuru IK
- Match 1: Skuru IK - Sävsjö HK 17-18.
- Match 2: Sävsjö HK - Skuru IK 14-16 .
- Match 3:  Sävsjö HK - Skuru IK 21-12.
- Sävsjö HK vidare med 2-1 i matcher.

### Semifinaler 2:Stockholmspolisen IF - Tyresö HF
- Match 1: Stockholmspolisens IF-Tyresö HF 16-18.
- Match 2: Tyresö HF - Stockholmspolisen IF 16 -20.
- Match 3: Stockholmspolisen IF - Tyresö HF 25-19
- Stockholmspolisens IF vidare med 2-1 i matcher.

### Finaler
- Match 1: Sävsjö HK - Stockholmspolisen IF 16 -13.
- Match 2: Stockholmspolisens IF - Sävsjö HK  24-18.
- Match 3: Sävsjö HK - Stockholmspolisen IF 15 - 20.

Stockholmspolisens IF svenska mästarinnor med 2-1 i matcher

### Svenska mästare
Anna-Lena Pihl, Cecilia Öster, Lollo Andreini, Anetthe Åberg, Ulrika Fahlberg, Maria Jansson, Veronika Eriksson, Elisabeth Hanze, Birgitta Norholm, Ulrika Olsson, Lena Jönsson.

## Skytteligan[2]
- Ulrika Olsson, Stockholmspolisens IF - 32 matcher, 189 mål[3]
- Christina Pettersson Sävsjö HK  158 mål
- Ewa Jansson Skuru IK   151 mål
- Eva Olsson Tyresö HF  144 mål
- Catharina Råland Skuru IK 135 mål

### Fotnoter
1. ↑  ”året som gick 1989-1990”. Handbollboken. 1990-1991. sid. 187. Läst 31 december 2018
2. ↑  ”Skytteligan”. Handbollboken. 1990-1991. sid. 184. Läst 31 december 2018
3. ↑  ”Skyttedrottningar 1984–2012”. Svenska Handbollsförbundet. 2011 – 2012. Arkiverad från originalet den 21 april 2013. https://web.archive.org/web/20130421230635/http://www.svenskhandboll.se/ImageVaultFiles/id_2945/cf_31/Elit_Damer_Skyttedrottningar.PDF. Läst 29 juni 2014.